# Sean Furter
Sean Furter, né le 9 janvier 1977 à Tsumeb (Namibie), est un joueur de rugby à XV namibien qui joue avec l'équipe de Namibie. Il évolue au poste de numéro 8 (1,96 m et 100 kg).

## Carrière

### En province
- Boland  Afrique du Sud en 2000
- Windhoek United  Namibie

### En équipe nationale
Il a effectué son premier test match avec les Namibiens le 7 août 1999 à l’occasion d’un match contre l'équipe du Zimbabwe.
Il a disputé la coupe du monde 1999 (3 matchs), la coupe du monde 2003 (4 matchs, 3 comme titulaire et comme capitaine).

## Palmarès
- 12 sélections avec l'équipe de Namibie
- 3 essais
- 15 points
- Sélections par saison : 4 en 1999, 1 en 2001, 3 en 2002, 4 en 2003.